# 1986 en santé et médecine
| Années de la santé et de la médecine : 1983 - 1984 - 1985 - 1986 - 1987 - 1988 - 1989    |
| Décennies de la santé et de la médecine : 1950 - 1960 - 1970 - 1980 - 1990 - 2000 - 2010 |

Cet article présente les faits marquants de l'année 1986 en santé et médecine.

## Événements
- 26 avril : catastrophe nucléaire de Tchernobyl.
- 17-21 novembre : première Conférence internationale sur la promotion de la santé, à Ottawa (Canada), qui établit la charte d'Ottawa.
- Médecins du monde ouvre à Paris un centre de soins gratuit rue du Jura.
- La chanteuse Rika Zaraï publie Ma médecine naturelle, livre de médecine non conventionnelle.

## Récompenses
- Prix Nobel de physiologie ou médecine : Rita Levi-Montalcini et Stanley Cohen pour la découverte du facteur de croissance nerveuse.

## Décès
- 11 janvier : Joseph Kerharo, pharmacien militaire français, spécialiste de la flore médicinale et des pharmacopées traditionnelles africaines, né le 11 mai 1909.
- 14 mars : Robert Courrier, biologiste français, médaille d'or du CNRS en 1963, né le 6 octobre 1895.
- 20 mai : Helen Taussig, pédiatre et cardiologue américaine, née le 24 mai 1898.
- 28 juillet : Jacques Ménétrier, médecin français, né le 17 juin 1908.
- 15 octobre : Roger Couvelaire, urologue français, né le 10 décembre 1903.